# Kanton Arbois
Der Kanton Arbois ist seit 1790 ein französischer Wahlkreis im Département Jura in der Region Bourgogne-Franche-Comté. Er umfasst 36 Gemeinden im Arrondissement Dole und hat seinen Hauptort (frz.: bureau centralisateur) in Arbois. Im Rahmen der landesweiten Neuordnung der französischen Kantone wurde er im Frühjahr 2015 erheblich erweitert.

## Gemeinden
Der Kanton besteht aus 36 Gemeinden mit insgesamt 11.538 Einwohnern (Stand: 1. Januar 2022) auf einer Gesamtfläche von 324,32 km²:
| Gemeinde                 | Einwohner 1. Januar 2022 | Fläche km² | Dichte Einw./km² | Code INSEE | Postleitzahl |
| ------------------------ | ------------------------ | ---------- | ---------------- | ---------- | ------------ |
| Abergement-le-Grand      | 61                       | 4,22       | 14               | 39002      | 39600        |
| Abergement-lès-Thésy     | 50                       | 4,63       | 11               | 39004      | 39110        |
| Aiglepierre              | 424                      | 6,97       | 61               | 39006      | 39110        |
| Arbois                   | 3.146                    | 45,42      | 69               | 39013      | 39600        |
| Aresches                 | 27                       | 4,76       | 6                | 39586      | 39110        |
| Bracon                   | 355                      | 6,29       | 56               | 39072      | 39110        |
| Cernans                  | 142                      | 5,51       | 26               | 39084      | 39110        |
| Chaux-Champagny          | 73                       | 7,33       | 10               | 39133      | 39110        |
| Chilly-sur-Salins        | 95                       | 11,94      | 8                | 39147      | 39110        |
| Clucy                    | 70                       | 5,13       | 14               | 39155      | 39110        |
| Dournon                  | 140                      | 6,55       | 21               | 39202      | 39110        |
| Geraise                  | 43                       | 6,04       | 7                | 39248      | 39110        |
| Ivory                    | 87                       | 9,13       | 10               | 39267      | 39110        |
| Ivrey                    | 62                       | 6,67       | 9                | 39268      | 39110        |
| La Chapelle-sur-Furieuse | 299                      | 9,03       | 33               | 39103      | 39110        |
| La Châtelaine            | 153                      | 13,17      | 12               | 39116      | 39600        |
| La Ferté                 | 187                      | 11,75      | 16               | 39223      | 39600        |
| Lemuy                    | 239                      | 21,33      | 11               | 39291      | 39110        |
| Les Arsures              | 219                      | 4,44       | 49               | 39019      | 39600        |
| Les Planches-près-Arbois | 86                       | 1,39       | 62               | 39425      | 39600        |
| Marnoz                   | 379                      | 4,87       | 78               | 39315      | 39110        |
| Mathenay                 | 145                      | 3,54       | 41               | 39319      | 39600        |
| Mesnay                   | 577                      | 8,32       | 69               | 39325      | 39600        |
| Molamboz                 | 88                       | 7,06       | 12               | 39337      | 39600        |
| Montigny-lès-Arsures     | 234                      | 10,63      | 22               | 39355      | 39600        |
| Montmarlon               | 33                       | 3,28       | 10               | 39359      | 39110        |
| Pont-d’Héry              | 243                      | 13,54      | 18               | 39436      | 39110        |
| Pretin                   | 52                       | 5,44       | 10               | 39444      | 39110        |
| Pupillin                 | 245                      | 6,61       | 37               | 39446      | 39600        |
| Saint-Cyr-Montmalin      | 246                      | 10,21      | 24               | 39479      | 39600        |
| Saint-Thiébaud           | 73                       | 7,94       | 9                | 39495      | 39110        |
| Saizenay                 | 99                       | 4,88       | 20               | 39497      | 39110        |
| Salins-les-Bains         | 2.430                    | 24,68      | 98               | 39500      | 39110        |
| Thésy                    | 64                       | 4,92       | 13               | 39529      | 39110        |
| Vadans                   | 307                      | 11,25      | 27               | 39539      | 39600        |
| Villette-lès-Arbois      | 365                      | 5,45       | 67               | 39572      | 39600        |
| Kanton Arbois            | 11.538                   | 324,32     | 36               | 3901       | –            |

Bis zur landesweiten Neuordnung der französischen Kantone im März 2015 gehörten zum Kanton Arbois die 14 Gemeinden Abergement-le-Grand, Arbois, La Châtelaine, La Ferté, Les Arsures, Les Planches-près-Arbois, Mathenay, Mesnay, Molamboz, Montigny-lès-Arsures, Pupillin, Saint-Cyr-Montmalin, Vadans und Villette-lès-Arbois. Sein Zuschnitt entsprach einer Fläche von 143,46 km2, sein INSEE-Code 3901 war derselbe.

## Politik
| Vertreter im Departementrat | Vertreter im Departementrat        | Vertreter im Departementrat |
| Amtszeit                    | Namen                              | Partei                      |
| --------------------------- | ---------------------------------- | --------------------------- |
| 2004–2015                   | Norbert Maire                      | PS                          |
| 2015–                       | Marie-Christine Chauvin René Molin | UD                          |